# Vilela do Tâmega
Vilela do Tâmega é uma povoação portuguesa sede da Freguesia de Vilela do Tâmega do Município de Chaves, freguesia com 9,61 km² de área e 353 habitantes (censo de 2021), tendo, por isso, uma densidade populacional de 36,7 hab./km².

## Demografia
A população registada nos censos foi:
| Distribuição da População por Grupos Etários | Distribuição da População por Grupos Etários | Distribuição da População por Grupos Etários | Distribuição da População por Grupos Etários | Distribuição da População por Grupos Etários |
| -------------------------------------------- | -------------------------------------------- | -------------------------------------------- | -------------------------------------------- | -------------------------------------------- |
| Ano                                          | 0-14 Anos                                    | 15-24 Anos                                   | 25-64 Anos                                   | > 65 Anos                                    |
| 2001                                         | 56                                           | 75                                           | 233                                          | 87                                           |
| 2011                                         | 46                                           | 39                                           | 220                                          | 104                                          |
| 2021                                         | 28                                           | 32                                           | 180                                          | 113                                          |